# Loseyite
La loseyite è un minerale.